# نظمیه دمیرل
نظمیه دمیرل (ترکی استانبولی: Nazmiye Demirel؛ ۳ ژانویه ۱۹۲۷ دراسپارتا – ۲۷ مه ۲۰۱۳) نُهمین بانوی اول ترکیه بود. او همسر سلیمان دمیرل نهمین رئیس‌جمهور ترکیه بود.
او در ۳ ژانویه ۱۹۲۷ در اسپارتا به دنیا آمد. در ۱۲ مارس ۱۹۴۸ با سلیمان دمیرل ازدواج کرد. نظمیه دمیرل از ۱۹۹۳ میلادی و هم‌زمان با رئیس‌جمهور شوهرش، نهمین بانوی اول ترکیه شد. او از سال ۲۰۰۵ از بیماری آلزایمر رنج می‌برد و در ۲۷ مه ۲۰۱۳ در ۸۶ سالگی در بیمارستانی در آنکارا درگذشت.